# Hyllie Park Kyrkan
Hyllie Park Kyrkan är en kristen församling i Malmö ansluten till Evangeliska Frikyrkan med cirka 270 medlemmar.
Församlingen bildades 1989 genom sammanslagning av Sikemförsamlingen i Malmö och Malmö Baptistförsamling och namnändrades 2006 till Hyllie Park Kyrkan.
Verksamheten bedrivs i området Hyllie Park i södra Malmö som förutom kyrka innehåller äldreboende, förskola, skola och Hyllie Park folkhögskola. 

## Historia
Församlingen bildades 1870 med namnet Malmö Baptistförsamling och tillhörde Svenska Baptistsamfundet Den fanns 1890-1968 i Ebenezerkyrkan på Jerusalemsgatan 19 och hade från 1930 namnet Ebenezerkapellet. Några år från 1968 var verksamheten förlagd i tillfälliga lokaler i Rönneholmsparken. 1973 flyttade församlingen till Västervångkyrkan vid Erikslust. Efter sammanslagning med Sikemförsamlingen blev Västervångkyrkan för liten så påbörjades en flytt av verksamheten till det som då kallades Pilängen. Äldreboendet stod klart 1993 och inflyttning i församlingens provisoriska kyrkolokal skedde 1996.
Sikemförsamlingen bildades 1929 och tillhörde Örebro Missionsförening och hade sina lokaler i Sikemkapellet på Hallstorpsvägen i östra Malmö
Vid samgåendet 1989 fick församlingen namnet Baptistförsamlingen i Malmö och var ansluten både till Svenska Baptistsamfundet och Örebromissionen (numera Evangeliska Frikyrkan EFK).